# غريس جبريل
غريس جبريل (بالإنجليزية: Grace Gabriel) هي لاعبة كرة الريشة نيجيرية، ولدت في 25 يونيو 1988 في جوس في نيجيريا.

## وصلات خارجية
- غريس جبريل على موقع BWF.tournamentsoftware.com (الإنجليزية)
- غريس جبريل على موقع BWFbadminton.com (الإنجليزية)